# Zelów (gmina)
Pour les articles homonymes, voir Zelów (homonymie).
Zelów est une gmina mixte ou urbaine-rurale (gmina miejsko-wiejska) du powiat de Bełchatów, dans la Voïvodie de Łódź, dans le centre de la Pologne.
Son siège administratif (chef-lieu) est la ville de Zelów, qui se situe environ 16 kilomètres (km) au nord-ouest de Bełchatów (siège du powiat) et 50 kilomètres au sud-ouest de la capitale régionale Łódź (capitale de la voïvodie).
La gmina couvre une superficie de 168,21 km2 pour une population de 15 321 habitants en 2006 avec 8 173 habitants pour la ville de Zelów et 7 148 habitants pour la partie rurale de la gmina.

## Histoire
De 1975 à 1998, la gmina est attachée administrativement à la voïvodie de Piotrków.

Depuis 1999, elle fait partie de la voïvodie de Łódź.

## Géographie
Outre la ville de Zelów, la gmina inclut les villages et localités de :

Position de la gmina dans le powiat

- Bocianicha
- Bujny Księże
- Bujny Szlacheckie
- Chajczyny
- Dąbrowa
- Faustynów
- Grabostów
- Grabostów-Bominy
- Grębociny
- Ignaców
- Jamborek
- Janów
- Jawor
- Karczmy
- Karczmy-Kolonia
- Kociszew
- Kociszew A
- Kolonia Grabostów
- Kolonia Kociszew
- Kolonia Ostoja
- Krześlów
- Kurów
- Kurówek
- Kuźnica
- Łęki
- Łęki-Kolonia
- Łobudzice
- Łobudzice-Kolonia
- Marszywiec
- Mauryców
- Nowa Wola
- Ostoja
- Pawłowa
- Podlesie
- Pożdżenice
- Pożdżenice-Kolonia
- Przecznia
- Pszczółki
- Pukawica
- Sobki
- Sromutka
- Tosin
- Walewice
- Wola Pszczółecka
- Wygiełzów
- Wypychów
- Zabłoty
- Zagłówki
- Zalesie
- Zelówek

### Gminy voisines
La gmina de Zelów est voisine des gminy suivantes :
- Bełchatów
- Buczek
- Dłutów
- Drużbice
- Kluki
- Łask
- Sędziejowice
- Szczerców
- Widawa

## Structure du terrain
D'après les données de 2007, la superficie de la commune de Zelów est de 167,08 kilomètres carrés, répartis comme telle :
- terres agricoles : 68 %
- forêts : 25 %

La commune représente 17,27 % de la superficie du powiat.

## Démographie
Données du 31 décembre 2011 :
| Description        | Total  | Total | Femmes | Femmes | Hommes | Hommes |
| ------------------ | ------ | ----- | ------ | ------ | ------ | ------ |
| Unité              | Nombre | %     | Nombre | %      | Nombre | %      |
| Population         | 15 188 | 100   | 7 738  | 50,9   | 7 450  | 49,1   |
| Densité (hab./km²) | 91     | 91    | 46     | 46     | 45     | 45     |